# Vinicio Nesti
Vinicio Nesti (Livorno, 2 novembre 1931 – Varese, 9 aprile 2014) è stato un cestista e allenatore di pallacanestro italiano.

## Carriera
In Serie A ha vestito la maglia di Varese, conquistando lo scudetto nel 1960-1961 e diventandone allenatore nella stagione 1965-1966, dal 1º luglio al 15 dicembre 1965.
Cresciuto nelle giovanili della Libertas Livorno, debutta in prima squadra nel 1952. Entra in Nazionale nel 1953, facendo parte della  formazione presente agli Europei 1955 in Ungheria. Al termine di quella stagione viene ceduto a Varese per risanare la situazione finanziaria della squadra.
Allenatore delle serie minori, viene squalificato a vita a seguito di un violento scontro avvenuto con un arbitro al termine di una partita della "Aceti Azzate".

## Palmarès

### Giocatore
- Campionato italiano: 1

Pall. Varese: 1960-61